# Edgardo Seoane
Edgardo Seoane Corrales (Chorrillos, 15 de mayo de 1903 - Lima, 25 de mayo de 1978) fue un ingeniero agrónomo, diplomático y político peruano. Fue 1° vicepresidente de la República del Perú durante el primer gobierno de Fernando Belaúnde Terry (1963-1968), así como presidente del Consejo de Ministros y ministro de Relaciones Exteriores, de septiembre a noviembre de 1967. Fue también embajador en México (1965-1967) y secretario general del partido Acción Popular, cuyo cisma causó en las postrimerías del gobierno belaundista.

## Biografía
Fue hijo de Guillermo Alejandro Seoane Avellafuertes y de Manuela Corrales Melgar, y hermano de Manuel Seoane Corrales, que llegó a ser un importante líder aprista. Estudió en el Colegio Santa Rosa de Chosica, y luego pasó a la Escuela Nacional de Agricultura, en donde se recibió de ingeniero agrónomo. De su etapa estudiantil se recuerda su elección como presidente del Centro de Estudiantes del Perú, y la adopción que hizo del lema de los estudiantes mexicanos de Agricultura: "Explotemos la tierra, no a los Hombres". 
Empezó a ejercer su profesión en la hacienda Huayto, primero como topógrafo, para luego ir ascendiendo en el nivel administrativo. Como administrador pasó a la hacienda Vilcahuaura (1930) y luego a la hacienda Pucalá (1931-1948), en donde realizó estudios sobre la influencia del riego en los cultivos, así como experimentos de fisiología vegetal. A fines de los años 1940 se hizo dueño de la hacienda Mamape, en el distrito de Ferreñafe, cerca de Chiclayo. Utilizando técnicas modernas, incrementó el rendimiento de dicho fundo, y simultáneamente fomentó el desarrollo agrícola regional mediante la organización de una cooperativa de crédito. Se consideraba un reformista que “cabalgaba sobre un corcel o un tractor labrando surcos de la modernidad agraria del Perú.”
En 1962 postuló a la primera vicepresidencia de la República en la plancha electoral encabezada por el arquitecto Fernando Belaúnde Terry, pero las elecciones de ese año fueron anuladas por los militares, que convocaron a nuevas elecciones para 1963. En estas triunfó Belaúnde, y Seoane resultó así elegido primer vicepresidente, llegando a ejercer el Poder Ejecutivo cuando el presidente se ausentó del Perú para asistir a la Conferencia Continental realizada en Punta del Este, Uruguay. Luego fue embajador en México (1965-1967) y resultó elegido secretario general de Acción Popular en el congreso de ese partido realizado en Cajamarca. 
Cuando en septiembre de 1967 el gobierno se vio obligado a realizar una drástica devaluación monetaria, ello trajo un profundo malestar en la ciudadanía y la consiguiente caída del gabinete Becerra. Seoane fue entonces convocado para presidir un nuevo gabinete, encargándose del despacho de Relaciones Exteriores (del 6 de septiembre al 17 de noviembre de ese año). Ya era conocido como líder de los radicales de su partido, en la jerga periodística los “termocéfalos”, que pretendían profundizar las reformas sociales, especialmente en lo concerniente a la reforma agraria. Renunció al ministerio tras la derrota de los candidatos oficialistas en las elecciones complementarios para el Parlamento (noviembre de 1967).
Poco después de la firma del Acta de Talara (convenio suscrito entre el gobierno y la International Petroleum Company), estalló el “escándalo de la página once”. Seoane exigió la anulación del Acta de Talara, pero al no ser escuchado anunció que se rompía la organización de Acción Popular con respecto de su líder formal, Fernando Belaúnde (17 de septiembre de 1968). En respuesta, Belaunde expulsó a Seoane de su partido. Se produjo así el cisma del partido acciopopulista, originándose otro grupo, llamado Acción Popular Socialista (o Seoanista).
Tras el golpe de Estado dirigido por el general Juan Velasco Alvarado el 3 de octubre de 1968, Seoane colaboró con el gobierno militar en asuntos afines a su competencia profesional. Falleció el 25 de mayo de 1978 a los 75 años en la Clínica Stella Maris del distrito limeño de Pueblo Libre. Estuvo casado con Doña Rosa Weiss Pastor (1903-1993), con quien tuvo 4 hijos llamados Edgardo, Alfonzo, Jorge Benjamín y Francisco.

## Publicaciones
- Surcos de paz (1963), donde plantea las bases de una potencial reforma agraria.
- El ejemplo mexicano (1967)
- Ni tiranos, ni caudillos (1969), “cartas y hechos del proceso político 62-68”.

| Predecesor: Luis Gallo Porras 1.º Vicepresidente del Perú (1956-1962) | Primer Vicepresidente del Perú 28 de julio de 1963 al 2 de octubre de 1968                      | Sucesor: Final por golpe de Estado. Luego: Fernando Schwalb López-Aldana 1.º Vicepresidente del Perú (1980-1985) |
| Predecesor: Daniel Becerra de la Flor                                 | Presidente del Consejo de Ministros del Perú 6 de septiembre de 1967 al 17 de noviembre de 1967 | Sucesor: Raúl Ferrero Rebagliati                                                                                 |
| Predecesor: Jorge Vásquez Salas                                       | Ministro de Relaciones Exteriores del Perú 6 de septiembre de 1967 al 17 de noviembre de 1967   | Sucesor: Raúl Ferrero Rebagliati                                                                                 |